# Iapó (rivier)
De Iapó  (Portugees: Rio Iapó) is een zijrivier van de Tibagi rivier in Brazilië. Ze stroomt door Paraná over een afstand van ongeveer 130 kilometer.
De rivier staat bekend om de schilderachtige Guartelá Canyon.